# Java-Erdbeben 2021
Das Ostjava-Erdbeben 2021 ereignete sich am 10. April 2021 um 14:00 Uhr Ortszeit auf der Insel Java, Indonesien. Es hatte die Stärke 6,0 auf der Momenten-Magnituden-Skala. Neun Menschen kamen dabei ums Leben.

## Erdbeben
Das Erdbeben hatte sein Epizentrum 65 Kilometer südlich von Malang, der zweitgrößten Stadt der Provinz Jawa Timur. Das Hypozentrum des Bebens lag in 67 Kilometern Tiefe. In der Provinzhauptstadt Surabaya und auf der beliebten Touristeninsel Bali war das Beben ebenfalls zu spüren. Am Morgen des 11. April 2021 kam es um 6:54 Uhr zu einem Nachbeben der Stärke 5,5 in der Region Malang. Die Behörde für Meteorologie, Klimatologie und Geophysik (BMKG) warnte vor dem Erdbeben folgenden Sturzfluten.

## Opfer und Schäden
Mindestens neun Menschen kamen bei dem Erdbeben ums Leben, 104 wurden verletzt und mehr als 4500 Gebäude wurden beschädigt, die meisten davon in Malang. In der südwestlich von Malang gelegenen Stadt Blitar stürzte das Dach eines Krankenhauses ein und das Lokalparlament erlitt Schaden. Im Zoo der Stadt Batu wurde der Kopf einer sieben Meter großen Gorillastatue durch das Erdbeben abgerissen.